# Ley de Gresham

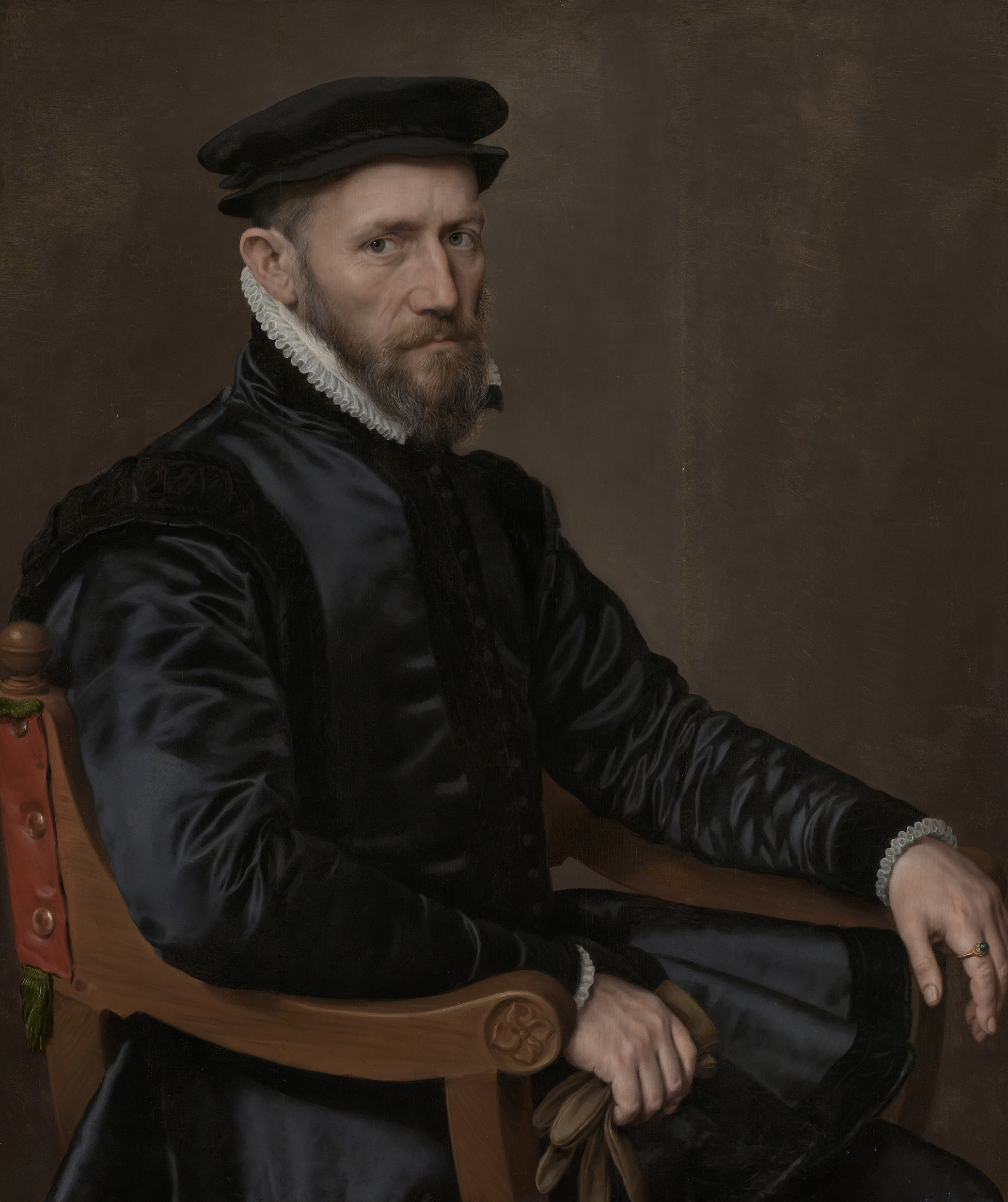
Retrato de Sir Thomas Gresham, comerciante y financiero inglés del, quien describió la ley y que le dio nombre

La ley de Gresham es el principio según el cual, cuando en un país circulan simultáneamente dos tipos de monedas de curso legal,  con el mismo valor nominal, pero con distinto valor intrínseco, por ejemplo una de oro ("moneda buena") y otra de plata ("moneda mala"), la moneda mala siempre expulsa del mercado a la buena. Es decir, los consumidores prefieren no utilizar la moneda buena como medio de pago. Prefieren guardar la moneda con mayor valor intrínseco en forma de ahorro, provocando así la desaparición de ésta en su uso cotidiano como medio de pago.

## Formulación
Este enunciado es uno de los pilares de la economía de mercado. El hombre que llegó a tal conclusión fue sir Thomas Gresham. Gresham, importante financiero y mercader de su época, se dio cuenta de que, en todas las transacciones que llevaba a cabo, la gente prefería pagar con la moneda más débil del momento y ahorrar la más fuerte, para, llegado el caso, exportarla o fundirla, pues tenía mayor valor como divisa o como metal en lingotes.
Este fenómeno ya lo habían observado mercaderes, financieros y hombres de estado con anterioridad al siglo XVI. Cuando sir Thomas Gresham manifestó este hecho, no desarrolló ninguna formulación teórica de su idea, y no fue hasta finales del siglo XIX cuando este principio comenzó a conocerse como la ley de Gresham.
El mecanismo se aplicó durante el periodo del bimetalismo en el siglo XIX. El oro se convirtió en el principal medio internacional de pago solo a partir de finales de siglo. Anteriormente, la plata y el oro compitieron entre sí: el bimetalismo consistía en el establecimiento de una paridad fija entre el oro y la plata, y las monedas de ambos metales, y eran medios aceptados tanto a nivel nacional como internacional.
La ley de Gresham se cumple en las siguientes situaciones:
- Circulación de monedas del mismo metal. Las monedas más deterioradas desplazan a las mejor conservadas.
- Circulación de monedas de diferentes metales. La moneda cuyo valor comercial es inferior a su valor monetario desplaza a aquella cuyo valor comercial es mayor que el valor monetario.
- Circulación de monedas y billetes. Tradicionalmente el billete cumplía la función de moneda mala frente a las monedas.

Un ejemplo de esta ley se puso de manifiesto en España, durante los años sesenta del siglo XX, cuando se acuñaron monedas de plata de 100 pesetas, que desaparecieron de la circulación al subir el precio de la plata en el mercado internacional.

## Reverso de la ley de Gresham (ley de Thiers)

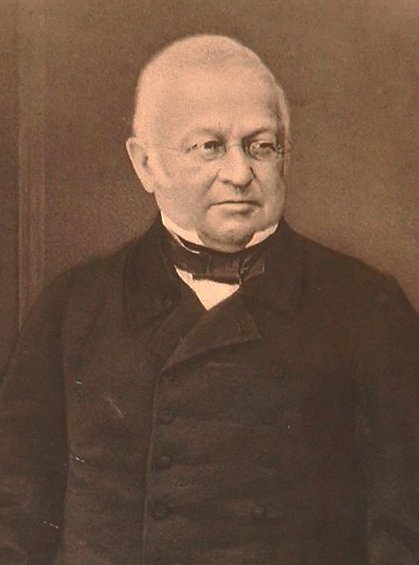
Adolphe Thiers

En un influyente artículo teórico, Rolnick y Weber (1986) argumentaron que la moneda mala conduciría a una prima para la buena en lugar de sacarla de la circulación. Sin embargo, su investigación no tuvo en cuenta el contexto en el que Gresham hizo su observación. Rolnick y Weber ignoraron la influencia de la legislación de curso legal que requiere que las personas acepten moneda buena y mala como si tuvieran el mismo valor. También se enfocaron principalmente en la interacción entre diferentes monedas metálicas, comparando la "bondad" relativa de plata a la del oro, que no es de lo que Gresham estaba hablando.
El reverso de la Ley de Gresham ha sido denominado ley de Thiers por el economista Peter Bernholz, en honor del político e historiador francés Adolphe Thiers.
Las experiencias de dolarización en países con economías y monedas débiles (por ejemplo, Israel en la década de 1980, Europa del Este y países en el período inmediatamente posterior al colapso del bloque soviético, o países sudamericanos a fines del siglo XX y principios del siglo XXI) pueden ser vistas como la Ley de Gresham operando en su forma inversa (Guidotti y Rodríguez, 1992), porque en general el dólar no ha sido moneda de curso legal en tales situaciones, y en algunos casos su uso ha sido ilegal.
Adam Fergusson señaló que en 1923, durante la gran inflación en la República de Weimar, la Ley de Gresham comenzó a funcionar a la inversa, ya que el dinero oficial se volvió tan inútil que prácticamente nadie lo quería. Esto fue particularmente grave porque los agricultores comenzaron a acumular alimentos. En consecuencia, cualquier moneda respaldada por cualquier tipo de valor se convirtió en el medio circulante de intercambio. En 2009, la hiperinflación en Zimbabue comenzó a mostrar características similares.
Estos ejemplos muestran que, en ausencia de leyes efectivas de curso legal, la Ley de Gresham funciona a la inversa. Si se les da la opción de qué moneda aceptar, las personas realizarán transacciones con la moneda que consideren de mayor valor a largo plazo. Sin embargo, si no se les da la opción, y se les requiere aceptar todas las monedas, buena o mala, tenderán a mantener en su poder la moneda de mayor valor percibido, y le pasarán la mala a otra persona. En resumen, en ausencia de leyes de curso legal, el vendedor no aceptará nada más que moneda de cierto valor (buena), mientras que la existencia de leyes de curso legal hará que el comprador ofrezca solo moneda con el valor más bajo (mala) ya que el acreedor debe aceptar dicho dinero a su valor nominal.
El ganador del Premio Nobel Robert Mundell cree que la Ley de Gresham podría ser presentada con mayor precisión si se expresara como: "La moneda mala expulsa a la buena si se intercambian por el mismo precio".

## Aplicaciones
Los principios de la ley de Gresham a veces se pueden aplicar a diferentes campos de estudio. La ley de Gresham se puede aplicar generalmente a cualquier circunstancia en la que el verdadero valor de algo sea marcadamente diferente del valor que las personas deben aceptar, debido a factores como la falta de información o decreto gubernamental.
En ciencia se hace referencia a la ley de Gresham cuando se cree que la mala ciencia produce resultados. Esto es que las malas prácticas pueden llevar a nuevos descubrimientos científicos, como si la posibilidad de un accidente diese más frutos que la aplicación correcta del método científico; o en un caso más amplio la rápida y popular proliferación de los ilusorios resultados de la pseudociencia o las ciencias ocultas sobre los datos científicos.
En el mercado de autos usados, los automóviles llamados cacharros (análogos a la mala moneda) expulsarán a los autos buenos. El problema es de asimetría de información. Los vendedores tienen un fuerte incentivo financiero para pasar todos los autos usados como buenos, especialmente los cacharros. Esto hace que sea difícil comprar un buen auto a un precio justo, ya que el comprador corre el riesgo de pagar en exceso por un cacharro. El resultado es que los compradores solo pagarán el precio justo de un cacharro, por lo que al menos reducen el riesgo de pagar en exceso. Los autos de alta calidad tienden a ser expulsados del mercado, porque no hay una buena manera de establecer que realmente valen más. Los programas de segunda mano certificados son un intento de mitigar este problema al proporcionar una garantía y otras garantías de calidad.
Algunos también usan una explicación de la Ley de Gresham como «Cuanto más eficiente seas, menos eficaz serás»; es decir, «cuando intentes ir barato, dejarás de vender» o «mientras menos inviertas en tus servicios no tangibles, menos ventas obtendrás».
El exvicepresidente estadounidense Spiro Agnew usó la ley de Gresham para describir los medios noticiosos estadounidenses, afirmando que «las malas noticias expulsan a las buenas noticias».
Gregory Bateson postuló un análogo a la Ley de Gresham operando en la evolución cultural, en la cual «las ideas simplificadas siempre desplazarán a las sofisticadas y las vulgares y odiosas siempre desplazarán a las bellas. Y sin embargo, lo bello persiste».